# Аргентина на зимних Олимпийских играх 1994
Аргентина принимала участие в Зимних Олимпийских играх 1994 года в Лиллехаммере (Норвегия) в пятнадцатый раз за свою историю, но не завоевала ни одной медали. Сборную страны представляли 10 спортсменов: шесть женщин и четверо мужчин, они соревновались в 2 видах спорта:
- горнолыжный спорт
- биатлон.

Самой юной участницей аргентинской сборной была 16-летняя горнолыжница Карола Калельо, самым старшм участником был 24-летний горнолыжник Фредерико ван Дитмар. Флаг Аргентины на церемонии открытия Игр несла биатлонистка Мария Хиро.

## Результаты
Лучший результат сборной показала Франциска Стеверлинк в комбинации среди женщин (скоростной спуск + слалом): с общим временем 3:32.64 она заняла 21 место в итоговом протоколе.

### Биатлон
Женщины
| Спортсмен  | Соревнование                  | Результат | Результат | Результат |
| Спортсмен  | Соревнование                  | Время     | Штраф     | Место     |
| ---------- | ----------------------------- | --------- | --------- | --------- |
| Мариа Хиро | 7.5 км спринт                 | 29:31.9   | 1         | 54        |
| Мариа Хиро | Индивидуальная гонка на 15 км | 1:02:24.2 | 5         | 66        |

### Горнолыжный спорт
Мужчины
| Спортсмен             | Соревнование      | Результат      | Результат      | Результат | Результат      | Результат |
| Спортсмен             | Соревнование      | Попытка 1      | Попытка 2      | Попытка 3 | Общий итог     | Место     |
| --------------------- | ----------------- | -------------- | -------------- | --------- | -------------- | --------- |
| Гастон Бегу           | Супергигант       |                |                |           | 1:41.21        | 48        |
| Карлос Мануэль Бустос | Супергигант       |                |                |           | не финишировал |           |
| Мариано Пуричелли     | Скоростной спуск  |                |                |           | 1:52.38        | 45        |
| Мариано Пуричелли     | Комбинация        | 1:43.13        | не финишировал |           | не финишировал |           |
| Фредерико ван Дитмар  | Супергигант       |                |                |           | не финишировал |           |
| Фредерико ван Дитмар  | Гигантский слалом | не финишировал |                |           | не финишировал |           |
| Фредерико ван Дитмар  | Слалом            | не финишировал |                |           | не финишировал |           |

Женщины
| Спортсменка          | Сореванование    | Результат | Результат | Результат | Результат  | Результат |
| Спортсменка          | Сореванование    | Попытка 1 | Попытка 2 | Попытка 3 | Общий итог | Место     |
| -------------------- | ---------------- | --------- | --------- | --------- | ---------- | --------- |
| Карола Калельо       | Супергигант      |           |           |           | 1:35.87    | 45        |
| Доминик Эскерра      | Супергигант      |           |           |           | 1:32.71    | 43        |
| Габриэла Кихано      | Скоростной спуск |           |           |           | 1:49.26    | 43        |
| Габриэла Кихано      | Супергигант      |           |           |           | 1:33.45    | 44        |
| Габриэла Кихано      | Слалом           | 1:09.70   | 1:07.56   |           | 2:17.26    | 26        |
| Габриэла Кихано      | Комбинация       | 1:39.88   | 57.87     | 55.76     | 3:33.51    | 22        |
| Франциска Стеверлинк | Скоростной спуск |           |           |           | 1:46.76    | 41        |
| Франциска Стеверлинк | Супергигант      |           |           |           | 1:32.56    | 42        |
| Франциска Стеверлинк | Комбинация       | 1:37.10   | 58.98     | 56.56     | 3:32.64    | 21        |
| Дженнифер Тейлор     | Скоростной спуск |           |           |           | 1:49.53    | 44        |
| Дженнифер Тейлор     | Комбинация       | 1:39.18   | 1:06.47   | 58.62     | 3:44.27    | 25        |